# Лобулярия
Лобуля́рия, или Газо́нница (лат. Lobulária) — род цветковых растений семейства Капустные (Brassicaceae), близкородственный роду Бурачок (Alyssum) и ранее относившийся к нему.

## Этимология
Название рода происходит от латинского lobulus — «стручочек» — и дано по форме плодов.

## Ботаническое описание

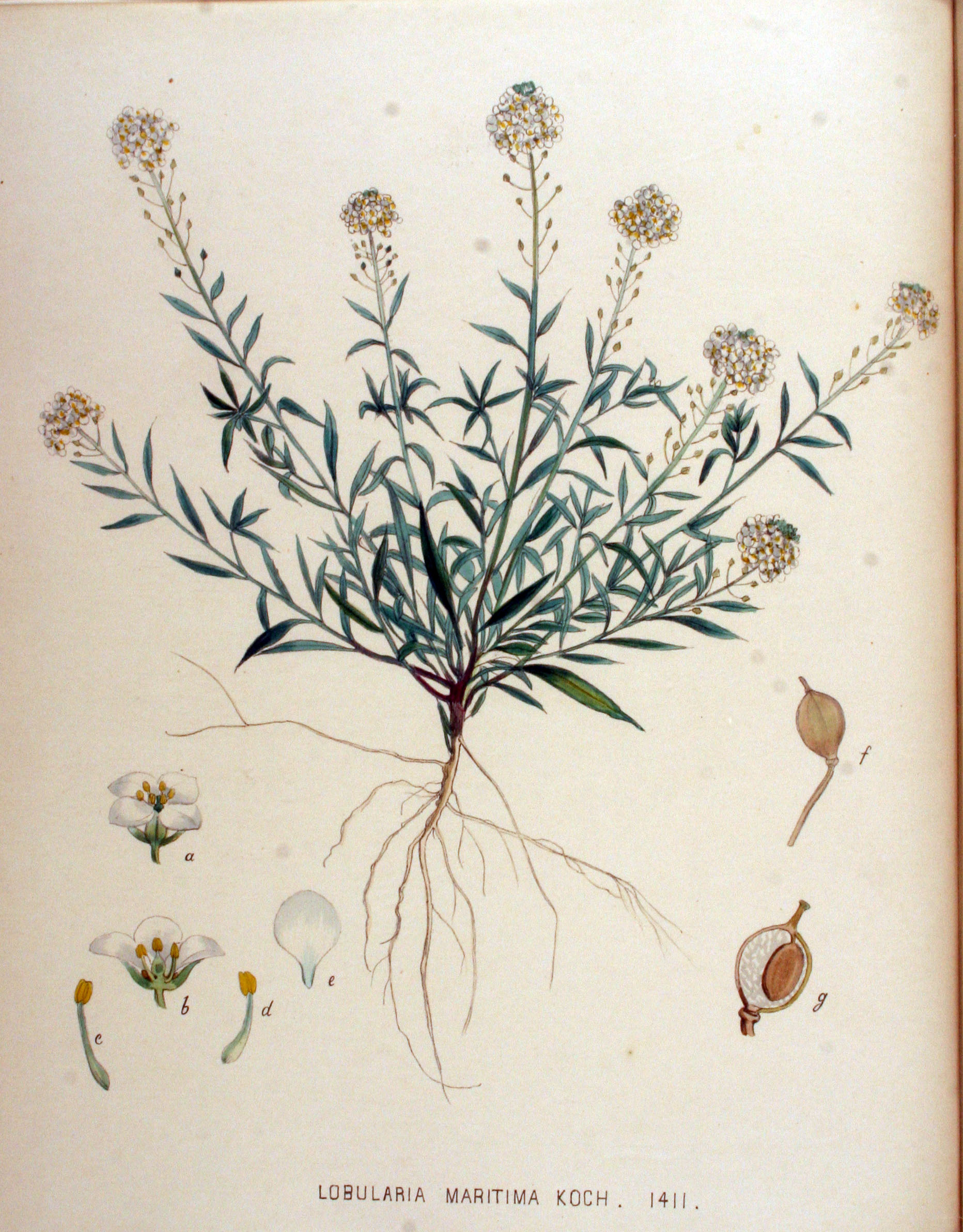
Лобулярия приморская (Lobularia maritima).

Растения однолетние или многолетние, от 5 до 40 см в высоту, с белыми или светло-фиолетовыми мелкими цветками, собранными в соцветие-кисть. Плод — стручок. Листья мелкие, простые, очерёдные, узкие, обычно опушённые.

## Распространение
Родина — Средиземноморье. Растёт в сухих, каменистых местах.

## Виды
Род насчитывает 5 видов:
- Lobularia canariensis
- Lobularia libyca
- Lobularia intermedia (syn. L. canariensis subsp. intermedia)
- Lobularia marginata (syn. L. canariensis subsp. marginata)
- Lobularia maritima

## Применение
Лобулярия приморская (Lobularia maritima) является популярным садовым растением и широко используется для оформления бордюров и клумб. В культуре широко распространена.